# Holtak Ösvénye
A Holtak Ösvénye egy fiktív hely J. R. R. Tolkien A Gyűrűk Ura c. regényében. A megnevezés egy hegység – az Ered Nimrais, azaz Fehér-hegység – alatt húzódó titokzatos utat jelöl, amely Dwimorbergtől Dúnhargig vezet. Kísértetjárta, félelmetes hely.

## Története
Középfölde másodkorában a dúnföldi emberek szövetséget kötöttek Isildurral, és megfogadták, hogy örökké hűségesek maradnak hozzá. Sauron azonban megrontotta őket, és esküszegőkké váltak. Büntetésből örökké a Fehér-hegység közelében kellett maradniuk, készen arra, hogy ha majd Isildur méltó utóda hadba szólítja őket, teljesítsék kötelességüket. Erre a harmadkor 3019. évében, a Gyűrűháború idején került sor, amikor Aragorn megidézte őket, s az ő segítségükkel szabadította fel Pelargirt az umbari kalózok megszállása alól.